# 佐藤蓮 (野球)
佐藤 蓮（さとう れん、1998年4月11日 - ）は、静岡県三島市出身のプロ野球選手（投手）。右投右打。阪神タイガース所属。

## 経歴

### プロ入り前
小学4年生から「長伏ヴィーナス」で野球を始める。当時のポジションは捕手。中学時代は「三島シニア」に所属。2年時に投手に転向すると、最速136km/hの速球を武器に3年時には静岡県選抜、U-15日本代表に選出された。
飛龍高校では2年時に投手として最速140km/hを計測。3年春から背番号1を背負うも、制球難に苦しんだ他、検査で医師から「まだ靭帯が子供」と告げられるなど身体が発達途上であったことから同年夏は野手としてプレーした。同年の静岡大会2回戦の加藤学園高校戦で本塁打を放つなどの活躍を見せたが、チームは3回戦で敗退。高校通算20本塁打。甲子園出場はなし。2学年上に大盛穂、1学年下に比屋根彰人がいる。
上武大学では投手に再転向。1年夏に150km/hを計測するが、その後右肘を痛めて同年冬に遊離軟骨の除去手術を受けた。4年時まで公式戦の登板は無かったが、同年8月の千葉ロッテマリーンズ二軍戦で最速155km/hを計測して2回無安打無失点に抑え、一気にプロの注目を集めた。同年秋にリーグ戦初登板を果たし、7試合15回で防御率1.80を記録。最終戦の平成国際大学戦では7回から2番手で登板し、3イニングを投げて2失点ながら8奪三振を記録し、リーグ優勝に貢献した。3学年上に島田海吏、石井将希、同学年に古川裕大、吉野光樹、1学年下にブライト健太がいる。
2020年のドラフト会議で阪神タイガースから3巡目指名を受けた。契約金6000万円、年俸1000万円で仮契約（金額は推定）。背番号は30。このドラフトでは同級生の古川も北海道日本ハムファイターズから3巡目指名を受けた。

### 阪神時代
2021年は、ウエスタン・リーグで16試合に登板し、3勝1敗、防御率5.71を記録。11月21日、60万円減となる推定年俸940万円で契約を更改した。
2022年は、右肘痛や腰痛などの影響で二軍で9試合登板にとどまり、1勝3敗、防御率5.17を記録。オフに育成選手として再契約した。背番号は130となり、推定年俸は340万円減となる600万円となった。
2023年も腰痛などの影響で故障に苦しみ、ウエスタン・リーグでは19試合に登板し、防御率6.04を記録。オフの11月20日に100万円減となる推定年俸500万円で契約を更改した。
2024年は、陸上やり投げの元日本代表である村上幸史の指導を受け、制球・球速ともに大幅な向上を見せた。二軍監督の和田豊も「今季最も成長した選手」と名指しで挙げるほどのアピールを続け、7月20日に支配下選手登録されることが球団から発表された。背番号は98。チームの2位が確定した翌日の9月30日にプロ入り後初めて一軍に昇格し、同日の試合でプロ初登板を果たした。オフの11月19日に100万円増となる推定年俸600万円で契約を更改した。

## 選手としての特徴
188cm、102kgの恵まれた体格から繰り出す最速155km/hのストレートを持ち味とする速球派右腕。変化球はスライダー、カットボール、カーブ、フォークを投げる。制球に課題があったが、テイクバックを小さくするフォームに変更したことで制球力向上を見せている。

## 詳細情報

### 年度別投手成績
| 年 度     | 球 団     | 登 板 | 先 発 | 完 投 | 完 封 | 無 四 球 | 勝 利 | 敗 戦 | セ 丨 ブ | ホ 丨 ル ド | 勝 率 | 打 者 | 投 球 回 | 被 安 打 | 被 本 塁 打 | 与 四 球 | 敬 遠 | 与 死 球 | 奪 三 振 | 暴 投 | ボ 丨 ク | 失 点 | 自 責 点 | 防 御 率 | W H I P |
| --------- | --------- | ----- | ----- | ----- | ----- | -------- | ----- | ----- | -------- | ----------- | ----- | ----- | -------- | -------- | ----------- | -------- | ----- | -------- | -------- | ----- | -------- | ----- | -------- | -------- | ------- |
| 2024      | 阪神      | 1     | 0     | 0     | 0     | 0        | 0     | 0     | 0        | 0           | ----  | 3     | 1.0      | 0        | 0           | 0        | 0     | 0        | 1        | 0     | 0        | 0     | 0        | 0.00     | 0.00    |
| 通算：1年 | 通算：1年 | 1     | 0     | 0     | 0     | 0        | 0     | 0     | 0        | 0           | ----  | 3     | 1.0      | 0        | 0           | 0        | 0     | 0        | 1        | 0     | 0        | 0     | 0        | 0.00     | 0.00    |

- 2024年度シーズン終了時

### 年度別守備成績
| 年 度 | 球 団 | 投手（P） | 投手（P） | 投手（P） | 投手（P） | 投手（P） | 投手（P） |
| 年 度 | 球 団 | 試 合     | 刺 殺     | 補 殺     | 失 策     | 併 殺     | 守 備 率  |
| ----- | ----- | --------- | --------- | --------- | --------- | --------- | --------- |
| 2024  | 阪神  | 1         | 0         | 0         | 0         | 0         | ----      |
| 通算  | 通算  | 1         | 0         | 0         | 0         | 0         | ----      |

- 2024年度シーズン終了時

### 記録
初記録
- 初登板：2024年9月30日、対横浜DeNAベイスターズ24回戦（阪神甲子園球場）、7回表に3番手で救援登板、1回無失点[31][32]
- 初奪三振：同上、7回表に梶原昂希から空振り三振[31][32]

### 背番号
- 30（2021年 - 2022年）
- 130（2023年 - 2024年7月21日）
- 98（2024年7月22日 - ）

### 登場曲
- 「Starting Over」Mr.Children（2021年）
- 「エソラ」Mr.Children（2022年）
- 「終わりなき旅」Mr.Children（2023年 ）
- 「The song of praise」 Mr.Children（2024年 − ）